# Old Tom Morris Award
De Old Tom Morris Award is een onderscheiding die door de Golf Course Superintendents Association of America ieder jaar wordt uitgereikt aan de persoon die "through a continuing lifetime commitment to the game of golf has helped to mold the welfare of the game in a manner and style exemplified by Old Tom Morris." Hij wordt niet alleen aan spelers uitgereikt, maar ook aan mensen die banen ontwerpen of verbeteren (grasonderzoek) of een bijzondere bestuurlijke functie hebben vervuld.
Morris (1821-1908) was greenkeeper en golfprofessional op de St Andrews Links in Schotland. Hij won vier keer het Brits Open (1861, 1862, 1864 en 1867) en was een van de beste golfbaanontwerpers uit zijn tijd.

## Winnaars
- 1983:  Arnold Palmer
- 1984:  Bob Hope
- 1985:  Gerald Ford
- 1986:  Patty Berg
- 1987:  Robert Trent Jones
- 1988:  Gene Sarazen
- 1989:  Juan "Chi-Chi" Rodríguez

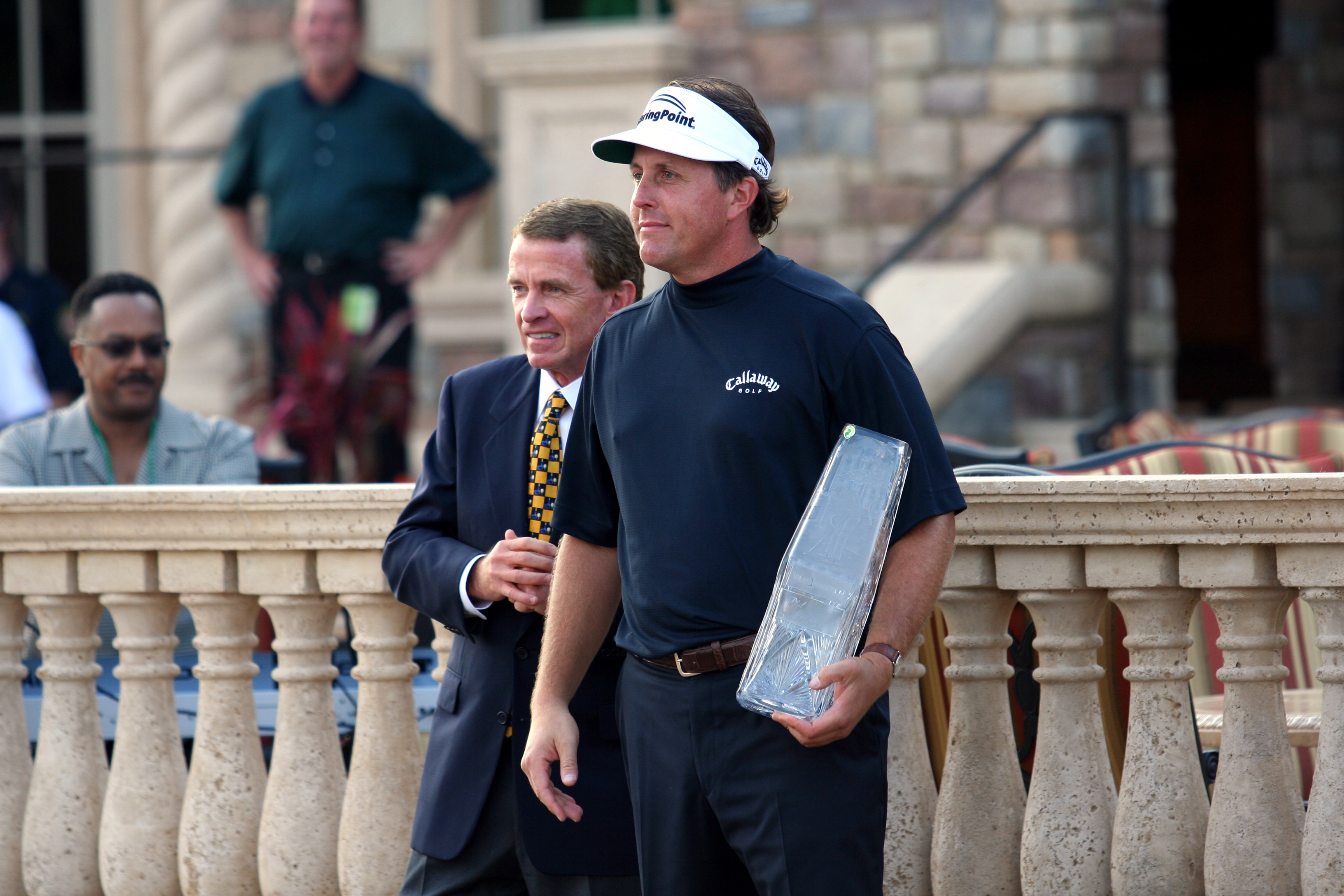
Tim Finchem en Phil Mickelson, 2007

- 1990:  Sherwood A. Moore
- 1991:  William C. Campbell
- 1992:  Tom Watson
- 1993:  Dinah Shore
- 1994:  Byron Nelson
- 1995:  James R. Watson
- 1996:  Tom Fazio
- 1997:  Ben Crenshaw
- 1998:  Ken Venturi
- 1999:  Jaime Ortiz-Patiño
- 2000:  Nancy Lopez

- 2001:  Tim Finchem
- 2002:  Walter Woods
- 2003:  Pete Dye
- 2004:  Rees Jones
- 2005:  Jack Nicklaus
- 2006:  Joseph M. Duich
- 2007:  Charlie Sifford
- 2008:  Greg Norman
- 2009:  Col. John Morley
- 2010:  Judy Rankin
- 2011:  Nick Price
- 2012:  Peter Jacobsen
- 2013:  Michael Hurdzan
- 2014:  Annika Sorenstam
- 2015:  Dan Jenkins
- 2016: Herb Kohler
- 2017:  Paul R. Latshaw
- 2018:  Ernie Els
- 2019:  Powell family
- 2020:  Gary Player